# Lovas Ildikó
Lovas Ildikó (Szabadka, 1967. augusztus 18. –) József Attila-díjas magyar író, kritikus, műfordító, szerkesztő.

## Életpályája
Szülei: Lovas László és Kis Csepregi Magdolna. 1986–1991 között az Újvidéki Egyetem magyar nyelv és irodalom szakos hallgatója volt. 1987 óta jelennek meg írásai az Új Symposion, Üzenet, Ex Symposion, Jelenkor, Kalligram, Műhely, Új Forrás oldalain. 1991–1995 között az Újvidéki Televízió munkatársa volt. 1995–1996 között a Magyar Szó című napilap művelődési rovatánál volt újságíró. 1997–1998 között a Bosa Milićević Közgazdasági Szakközépiskola tanára volt. 1998–2008 között az Üzenet című szabadkai irodalmi, művészeti, kritikai és társadalomtudományi folyóirat főszerkesztője. 2003–2010 között Szabadka művelődési tanácsosa volt. 2007 óta a Vajdasági Magyar Szövetség tagja. 2010 óta Magyar Nemzeti Tanács művelődési tanácsosa.

## Művei
- Varázsszobor (antológia, 1990)
- Felütés (antológia, 1990)
- Kapun kívül (antológia, 1993)
- Kalamáris (novellák, 1994)
- A másik történet (novelláskötet, 1995)
- Budapesti aggadák (antológia, 1999)
- Meztelenül a történetben (regény, 2000)
- Via del Corso (novellák, 2001)
- Könyv-Jelző (antológia, 2002)
- Huszonnyolc colour totál (antológia, 2003)
- Kijárat az Adriára James Bond Bácskában. Regény; Kalligram, Pozsony 2005
- Spanyol menyasszony. Lány, regény; Kalligram, Pozsony 2008
- A kis kavics. Léni és Leni Riefenstahl könyve. Regény; Pesti Kalligram, Budapest, 2010
- Vajdasági magyar kulturális stratégia. 2012–2018; fel. szerk. Lovas Ildikó; Magyar Nemzeti Tanács Közigazgatási Hivatala, Szabadka, 2011
- Cenzúra alatti. Készülődés szabómagdaságra. Regény; Pesti Kalligram, Budapest, 2014
- Rózsaketrec. Próza; Forum, Újvidék, 2016
- Amikor Isten hasba rúg. Rekonstruálás; utószó Kelecsényi László; Forum, Újvidék, 2020

## Műfordításai
- Bosko Krstic: Városháza, a szabadkai csoda (1999)
- Eva Grlic: Emlékezések (2000)
- Bosko Krstc: A szecesszió Szabadkán (2002)

## Díjai
- Szirmai Károly-díj (1994)
- Móricz Zsigmond-ösztöndíj (1998)
- Dr. Bodrogvári Ferenc-díj (2001)
- Gion Nándor-ösztöndíj (2004)
- Sziveri János-díj (2005)
- Bezerédj-díj (2005)
- Rotary irodalmi díj (2011)
- József Attila-díj (2017)
- Híd Irodalmi díj (2021)[3]
- Herceg János Irodalmi Díj (2022)